# Trdat
Trdat (gruz. თრდატი), iz dinastije Hozroida, bio je kralj Iberije (Kartlija, istočna Gruzija) od oko 394. do 406. godine.
Prema Gruzijskim kronikama, bio je sin Reva II., sina Mirijana III., prvog kršćanskog kralja Iberije i Salome. Trdatov brat je bio Saurmag II. Izvještava se da je već u poodmakloj dobi naslijedio svog rođaka i zeta Varaza-Bakura II. i da je bio prisiljen plaćati danak Sasanidima. Kronike hvale njegovu pobožnost i pripisuju Trdatu izgradnju crkava u Rustaviju i Nekresiju. Crkvu koju je osnovao Trdat u Nekresiju, arheolog Nodar Bahtadze identificirao je s ruševnom bazilikom otkrivenom 1998. godine.
Na prijestolju ga je naslijedio Farsman IV., sin Aspagura III.